# Phora (Patmos)
Phora (Oudgrieks: Φῶρα) was een stad op het Griekse eiland Patmos.

## Geschiedenis
Phora was van oudsher de hoofdstad van het eiland en was gelegen op de locatie van de huidige havenstad Skala.